# Kravcenkî, Velîka Bahacika
Kravcenkî (în ucraineană Кравченки) este un sat în comuna Rokîta din raionul Velîka Bahacika, regiunea Poltava, Ucraina.

## Demografie
Componența lingvistică a localității Kravcenkî
     Ucraineană (98,31%)
     Rusă (1,69%)
Conform recensământului din 2001, majoritatea populației localității Kravcenkî era vorbitoare de ucraineană (98,31%), existând în minoritate și vorbitori de rusă (1,69%).